# Yu-na-ui geori
Yoo-na-ui geori (유나의 거리?; lett. "Dove abita Yoo-na"), noto anche con il titolo internazionale Steal Heart, è un drama coreano trasmesso su JTBC dal 19 maggio all'11 novembre 2014 per un totale di cinquanta episodi.

## Trama
Kang Yoo-na è una borseggiatrice molto conosciuta nel suo ambiente ma che, dopo essere uscita di prigione, cerca di iniziare una vita onesta. Le sue vicende si intrecciano con quelle degli altri occupanti del complesso di appartamenti in cui vive, tra cui Lee Hee-joon, ragazzo povero e di buon cuore che infine, ricambiato, si dichiarerà a lei.